# Mariette Teisserenc
Mariette Teisserenc (geboren op 5 maart 1940 in Grand-Couronne, Seine-Maritime) is een Franse kunstschilder, beeldend kunstenaar en graficus. Ze staat ook bekend onder de artiestennamen "Teisse" of "Teisse-Renc".

## Leven en werk
Na een opleiding in grafische vormgeving (1967-1972) aan de Peter-Behrens-Werkkunstschule in Düsseldorf bij professor Kurt Herbert Wolff (1916-2003) en Heinz Kampmann-Hervest (1913-1985), besloot ze in 1978 haar carrière in de reclamewereld op te geven om zich volledig te wijden aan haar artistieke werk.
Al in de jaren zeventig, zette ze zich in voor de erkenning van vrouwelijke kunstenaars in Frankrijk en het buitenland. Als abstracte schilder kenmerkt haar werk zich door contrasterende vormen, het gebruik van zwart kleur en klare lijnen, en de zoektocht naar een balans tussen spanning en oppervlakte texturen.
Ze was voorzitter van het Franse feministische kunstcollectief "Art et Regard des Femmes".

## Enkele exposities
- 1985 : Expositie Mariëtte Teisserenc, Leny Aardse-Scholten en Sheila Reid, Centraal Beheer Kunstgalerij, Apeldoorn
- 1985 : Schilderijen en objecten in gemengde techniek, Stichting Kasteel van Rhoon, Albrandswaard[8]
- 1991 : Mariëtte Teisse-Renc, schilderijen – Rob Froeling, sieraden, Teun Renes Galerij, Apeldoorn[9]
- 1993 : Schilderijen van Mariëtte Teisse-renc, Teun Renes Galerij, Apeldoorn[10]